# Timonius korrensis
Timonius korrensis är en måreväxtart som beskrevs av Ryozo Kanehira. Timonius korrensis ingår i släktet Timonius och familjen måreväxter. Inga underarter finns listade i Catalogue of Life.